# Opopanax horridum
Opopanax horridum är en flockblommig växtart som beskrevs av Friedrich Anton Wilhelm Miquel och Leopold Dippel. Opopanax horridum ingår i släktet Opopanax och familjen flockblommiga växter. Inga underarter finns listade i Catalogue of Life.